# سیارک ۱۱۱۱۹
سیارک ۱۱۱۱۹ (به انگلیسی: 11119 Taro، نامگذاری:1996PS9) یازده هزار و صد و نوزدهمین سیارک کشف شده‌است که در ۹ اوت ۱۹۹۶ کشف شد.
قدر مطلق سیارک برابر ۲۲.۴ است.